# Trener
Trener (russisk: Тренер) er en russisk spillefilm fra 2018 af Danila Kozlovskij.

## Medvirkende
- Danila Kozlovskij som Jurij Stolesjnikov
- Olga Zujeva som Varja
- Marija Lobanova som Dasja
- Irina Gorbatjeva som Larisa "Lara" Volskaja
- Rostislav Bershauer som Semjon Smolin